# Olivier Curty
Olivier Curty (* 18. Januar 1972 in St. Ursen; heimatberechtigt in St. Ursen) ist ein Schweizer Politiker (CVP) und seit dem 16. Dezember 2016 Staatsrat  des Kantons Freiburg. Curty steht der Volkswirtschaftsdirektion vor. Zuvor war er von 2008 bis 2016 Vizestaatskanzler.

## Leben
Curty ist in St. Ursen geboren und auch dort aufgewachsen. Nach der obligatorischen Schulzeit absolvierte er eine kaufmännische Lehre bei einer Treuhandgesellschaft, welche er 1990 abschloss. Direkt danach holte Curty auf dem zweiten Bildungsweg die Matura am Kollegium St Michael nach. Anschliessend folgten Studien der Politikwissenschaften und Europawissenschaften an den Universitäten Lausanne, Basel und Kent in Grossbritannien.
Nach Abschluss seiner Studien war Curty in der Verwaltung, unter anderem beim VBS und bei Fedpol, tätig. 2008 wurde er zum Vizestaatskanzler des Kantons Freiburg ernannt. Diese Funktion übte er bis zu seiner Wahl in den Staatsrat aus.

## Politik
Olivier Curty war bis 2016 Generalrat der Gemeinde Murten. Am 6. November 2016 wurde er als Kandidat der bürgerlichen Liste, als viertbester von insgesamt vierzehn Kandidaten, mit 40'190 Stimmen auf Anhieb im ersten Wahlgang in den Staatsrat des Kantons Freiburg gewählt. Nach seiner Wahl übernahm er als Nachfolger von Beat Vonlanthen (CVP) die Volkswirtschaftsdirektion.

## Privat
Curty ist mit Daniela Curty-Stempfel verheiratet und hat zwei Kinder. Er ist in Murten wohnhaft.